# 外科用潤滑劑
外科用潤滑劑（Surgical lubricants）或醫療用潤滑劑（medical lubricants）是醫護人員在進行一些檢查或是手術（例如陰道檢查或是直腸檢查）時，提供潤滑及減少病患不適的物質。另外，進行超聲波檢查時亦會用上，因為聲波在液體的傳播能力比空氣中強，在檢查前先在皮膚表面塗抹潤滑劑，潤滑劑可填補皮膚與超聲波探頭之間的空隙，可提高檢測的準確度及清晰度。

## 類型
Surgilube是由天然水溶性水溶性树胶製作的外科用潤滑劑，其中也含有殺菌的氯己定葡萄糖酸盐。
K-Y凝膠初時是用作外科用潤滑劑，後來廣泛用作人体润滑剂。
目前有許多非刺激性的物質用作外科用潤滑劑，例如含有利多卡因局部麻醉藥的利多卡因凝膠。

## 植物基的外科用潤滑劑
药用的蓖麻油是最早的植物基的外科用潤滑劑。

## 外科用潤滑劑的適用症
- 干燥综合症，尤其是治療阴道干燥、性交疼痛及外阴疼痛。